# Butte d'Or
La butte d'Or est une colline située au nord-est du Nouveau-Brunswick, au Canada.

## Toponymie
La butte d'Or est nommée ainsi d'après une légende datant des débuts de la Nouvelle-France selon laquelle une butte en or aurait été vue de la baie des Chaleurs.

## Géographie
La butte d'Or est située dans la forêt, à 1,6 kilomètre au sud du hameau de Butte-d'Or dans le village de Saint-Sauveur, près de la route 160. 
La butte s'élève à un peu plus de 90 mètres d'altitude. Elle n'est pas la plus haute des environs mais elle est en évidence sur un plateau au bord du ruisseau Redpine, un affluent de la rivière Pokemouche.